# NGC 321
NGC 321は、くじら座の方角にある楕円銀河である。1864年9月27日にドイツ人天文学者のアルベルト・マルトが発見した。赤方偏移の測定により、ハッブル定数をH0 = 67.8 km/sec/Mpcと仮定すると、地球からの距離は217.4 ± 15.4百万光年（66.67 ± 4.73 メガパーセク）と推定される。
スタートレックシリーズの宇宙大作戦の第23エピソードA Taste of Armageddonでは、惑星Eminiar VIIの所在地とされる（この話の中では、銀河ではなく星団とされている）。